# Johann Nepomuk Czermak
Johann Nepomuk Czermak (Prague, 17 juin 1828 - Leipzig, 17 septembre 1873) est un médecin physiologiste et psychologue austro-hongrois. 

## Biographie
Considéré comme l'un des fondateurs de la laryngologie, il est connu pour avoir établi les examens laryngoscopique et rhinoscopique dans la médecine clinique, notamment en améliorant le laryngoscope, invention de Manuel Garcia junior. 
Passionné de phonétique, il établit que les différents sons des voyelles sont uniquement dus à la forme du conduit vocal indépendamment de la tension des cordes vocales du larynx. 
Outre ses contributions à la pratique clinique, Czermak œuvre beaucoup pour l'enseignement scientifique et la pédagogie médicale. Ainsi fit-il construire, en 1869 à Leipzig, le Spectatorium, un institut mêlant recherche et enseignement destiné à l'étude du système nerveux et à la perception qu'il voulait ouvert aux étudiants.